# عباس بن أبي الفتوح
الأفْضَل رُكْنُ الدِّينِ أَبُو الفَضْل عَبَّاس بْنُ أَبِي الفُتُوح الصِنْهَاجِي كان أميرًا من الأسرة الزيرية بإفريقية، وكان وزيرًا للدولة الفاطمية في 1153–1154.
هربت عائلة عباس إلى مصر عندما كان رضيعًا. نشأ في بيت القائد الفاطمي والحاكم العادل بن السلار، الذي تزوجته والدته بعد وفاة والد عباس. ساعد عباس زوج والدته في ثورته وتوليه الوزارة عام 1149، حيث طارد وقتل سلفه ابن مصال. في عام 1153، تم تكليفه بتخفيف حصار عسقلان من قبل الصليبيين على مملكة القدس، وبدلاً من ذلك رتب لقتل ابن السلار وأصبح وزيرًا بنفسه. كان عباس آنذاك مسؤولاً مع ابنه نصر عن مقتل الخليفة الظافر في أبريل 1154، وتولي الرضيع الفائز العرش. وهذا ما دفع نساء الحريم الفاطمي إلى طلب المساعدة من الوالي طلائع بن رزيك. أطاح ابن رزيك بعباس الذي فر مع عدد قليل من أتباعه إلى سوريا. اعترض الصليبيون المجموعة، وقُتل عباس في 7 يونيو 1154، ثم تم تسليم نصر إلى الفاطميين الذين أعدموه.